# Riekoperla
Riekoperla é um género de insecto da família Gripopterygidae.
Este género contém as seguintes espécies:
- Riekoperla darlingtoni